# Polycricus verus
Polycricus verus är en mångfotingart som beskrevs av Chamberlin 1944. Polycricus verus ingår i släktet Polycricus och familjen storjordkrypare. Inga underarter finns listade i Catalogue of Life.